# Иван Богданов (художник)
Иван Стефанов Богданов е български художник – график, илюстратор, дизайнер.

## Биография
Роден е на 7 май 1929 г. в гр. Габрово. Средно образование получава в Априловската гимназия (1947), а висше със специалност „Илюстрация и оформление на книгата“ – при проф. Илия Бешков във ВИИИ „Н. Павлович“ (дн. Национална художествена академия) (1958). Работи като художествен редактор в сп. „Нова България“ (1958 – 1963), като проектант н.с. 1 ст. (1965) в Центъра за промишлена естетика (1963 – 1971), като худ. редактор в сп. „Обзор“ (1967 – 1991). Хоноруван преподавател по теория на цветовете във ВИИИ „Н.Павлович“ (1968 – 1971). От 1961 г. сътрудничи на Отдела за мултипликационни филми към СИФ и САФ ”София“ като художник-постановчик. От 1991 г. работи на свободна практика.
От 1958 г. участва в редица ОХИ на графиката, илюстрацията и дизайна в България и в чужбина (Австрия, Полша, СССР, Германия, Нидерландия, Норвегия, Франция, САЩ и др.) и в национални и международни биеналета. Над 1000 негови илюстрации, графики, рисунки, плакати, пощенски марки и др. са отпечатани и тиражирани. Има научни трудове в областта на дизайна и теорията на цветовете в България и в чужбина.
Членува в:
- Съюза на българските художници (от 1961 г.) и два мандата е в неговия Управителен съвет
- СБФД (от 1973 г.)
- СБЖ
- Международна организация за графичен дизайн (ИКТА)
- АСИФА

Иван Богданов умира на 26 април 2017 г. в София.

## Творчество
Художник-постановчик е на анимационните филми:
- Букет звезди (реж. Радка Бъчварова, 1962)
- Тишина (реж. Христо Топузанов, 1962)
- Картини от една изложба (реж. Христо Топузанов, 1963)
- Ех, ако… (реж. Пенчо Богданов, 1966)
- Картината (реж. Пенчо Богданов, 1971)
- Тайнствената камила (реж. Пенчо Богданов, 1971)
- Солисти (реж. Пенчо Богданов, 1972)
- Щурчето (реж. Пенчо Богданов, 1973)
- Врабчо и коминът (реж. Бойко Кънев, 1980)
- Хроника (реж. Пенчо Богданов, 1982)
- Анимато (реж. Пенчо Богданов, 1989)

## Признания и награди
Удостоен със званието „заслужил художник“ (1987) и с орден „Кирил и Методий“, II ст. (1979). Носител на множество награди:
- Награда на СБХ за индустриален дизайн (1964);
- 1-ва награда за плакат (Букурещ, 1971);
- 3-та награда за знак на запазена марка (Москва, 1976);
- 1-ва награда на международно биенале за плакат и приложна графика (1979);
- Награда „Александър Жендов“ на СБХ за плакат и приложна графика (1979);
- Специална награда на Комитета за култура за художник-постановчик на анимационни филми (1981);
- Награда „Пенчо Георгиев“ на СБХ за сценография;
- Награди за филмите Щурчето, Врабчо и коминът и Анимато.